# Robert Coleman Richardson
Robert Coleman Richardson (Washington, 26 de junho de 1937) foi um físico experimental estadunidense cuja área de pesquisa incluiu sub-millikelvin temperatura estudos de hélio 3. Richardson, junto com David Lee, como pesquisadores sênior, e o então estudante graduado Douglas Osheroff, dividiram o Prêmio Nobel de Física de 1996 por sua descoberta em 1972 da propriedade da superfluidez em átomos de hélio 3 no Laboratório de Física Atômica e de Estado Sólido da Universidade Cornell.
Richardson nasceu em Washington D.C. Ele foi para o ensino médio em Washington-Lee em Arlington, Virginia. Mais tarde, ele descreveu os cursos de biologia e física de Washington-Lee como "muito antiquados" para a época. "A ideia de 'colocação avançada' ainda não havia sido inventada", escreveu ele em sua autobiografia para o Prêmio Nobel. Ele fez seu primeiro curso de cálculo quando estava no segundo ano da faculdade.
Richardson estudou na Virginia Tech e recebeu um BS em 1958 e um MS em 1960. Ele recebeu seu PhD pela Duke University em 1965.